# アガーテ (小惑星)
アガーテ (228 Agathe) は、小惑星帯に位置する小さな小惑星の一つである。
1882年8月19日にオーストリアの天文学者、ヨハン・パリサがウィーンで発見し、天文学者テオドール・オッポルツァーの娘にちなみ命名された。